# Duguay-Trouin
El Duguay-Trouin fue un navío de línea francés de 74 cañones construido en 1800 en Rochefort, que recibía su nombre en honor a René Duguay-Trouin. Fue el segundo de un total de 9 buques en llevar dicho nombre en la marina francesa. Según el sistema de clasificación de la Marina francesa, quedaba encuadrado como un Premier Rang.

## Historial
En la batalla de Trafalgar de octubre de 1805, logró zafarse de ser capturado, soportando la pérdida de 13 muertos en combate y 23 heridos a bordo. En la inmediatamente posterior batalla del Cabo Ortegal estaba comandado por el capitán Claude Touffet, único mando francés del buque. Fue apresado por los británicos, asignándolo a la Royal Navy el 3 de noviembre de 1805 con el nombre de HMS Implacable, convirtiéndose en el primero de los tres buques que ha portado dicho nombre en la Marina Real Británica. De acuerdo con los estándares británicos, el buque quedó categorizado como un navío de tercera clase, dotado con 74 cañones nominales. En 1943, volvió a cambiar de nombre, denominándose HMS Foudroyant.
En 1949, el gobierno británico pretendió devolverlo a Francia ante la imposibilidad de mantenerlo junto al HMS Victory, pero el gobierno francés se negó a aceptarlo, y ante personalidades de ambas potencias fue echado a pique en el Canal de la Mancha. El hueco que dejó libre en puerto fue ocupado por el buque mercante (actualmente buque museo) Cutty Sark.